# Castaway Cay

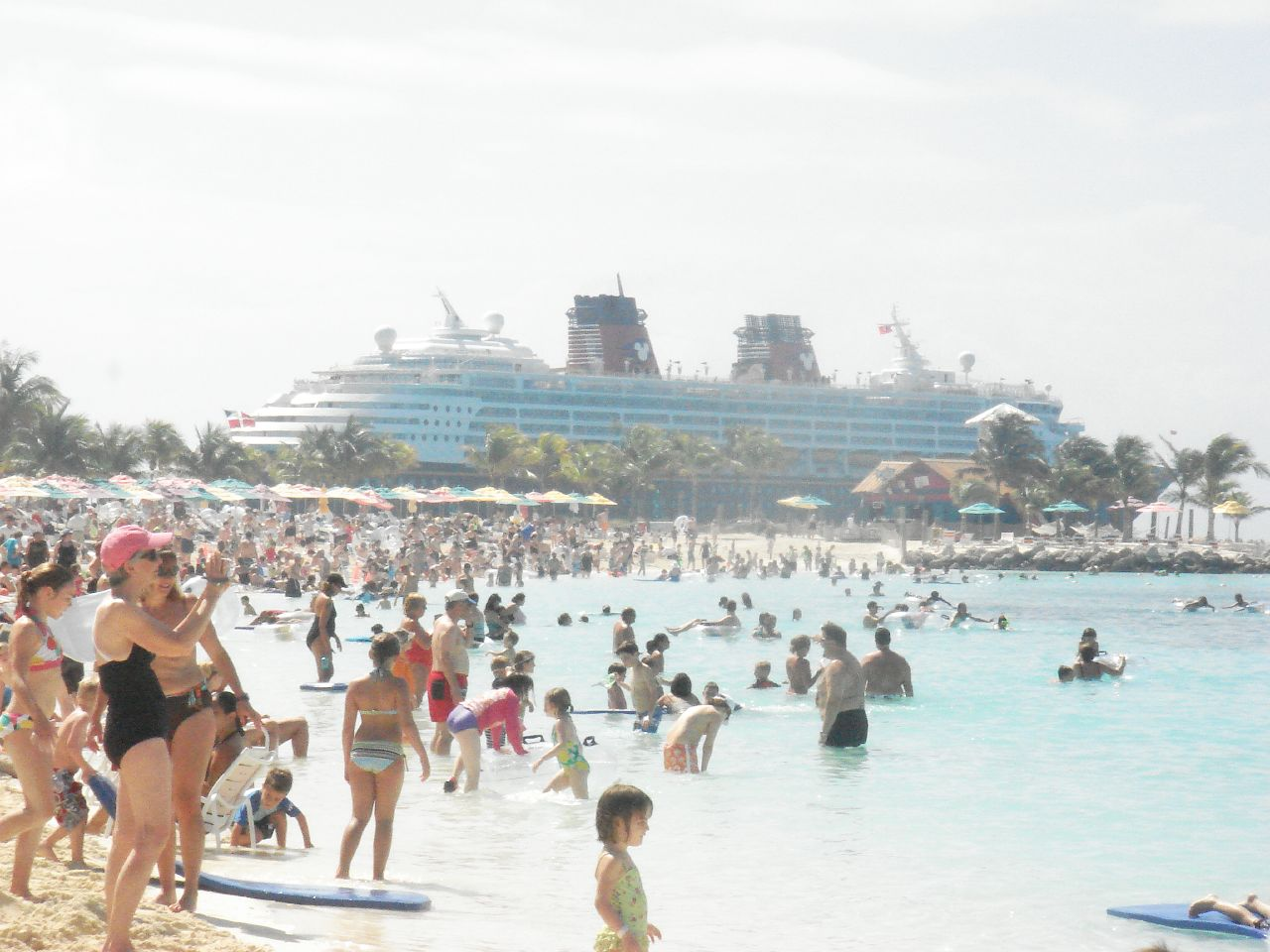
Castaway Cay Family Beach, met op de achtergrond het cruiseschip Disney Magic

Castaway Cay is een privé-eiland van The Walt Disney Company op de Bahama's. Het eiland is ontworpen als exclusieve bestemming voor de schepen van de Disney Cruise Line. De Disney Wonder bezoekt het eiland 2 keer per week, de Disney Magic 1 keer per week. Eveneens bezoeken de cruiseschepen, de Disney Dream en de Disney Fantasy, het eiland. Het eiland ligt dicht bij de Great Abaco eilanden op 26°05' N en 77°32° W. Voordat Disney het eiland Castaway Cay noemde, was de naam van het eiland Gorda Cay. Het eiland is nu volledig eigendom van Disney.

## Geschiedenis en ontwikkeling
De ontwikkeling en verbouwing van het eiland heeft Disney naar zeggen $ 25.000.000 gekost. De hele bouw van alles heeft 18 maanden geduurd. Vooral het aanleggen van de pier waar de schepen aanmeren heeft veel tijd gekost. In totaal is het equivalent van 50.000 volle vrachtwagens aan zand uit de oceaan gehaald om het strand aan te leggen. De Disney Cruise Line zou bij een eventuele renovatie kunnen uitbreiden, want momenteel wordt maar 5% van het eiland gebruikt.

## Thema en activiteiten
Het thema van het eiland is gebaseerd op een aangespoeld schip, waar met de voorwerpen die van het schip over zijn, een primitief dorp is gebouwd.
Er wordt veel georganiseerd op het eiland. Er zijn drie verschillende stranden: een familiestrand, een strand voor tieners en een strand voor volwassenen. Verder zijn er fietsen, waterfietsen en zeilboten te huur en is er de mogelijkheid om te parasailen en te snorkelen.

## Toekomst
De Walt Disney Company heeft grootse plannen om het privé-eiland nog verder te ontwikkelen, dat in 2019 af moet zijn. Op dit moment bezoeken per keer 2700 gasten het eiland, dit zal met de nieuwe schepen 4000 worden. Om dit te realiseren zal het strand verlengd worden en komt er een nieuwe tramroute, zodat ook het einde van het strand goed te bereiken is voor de gasten. De pier waar de schepen aanmeren zal worden verlengd, omdat de nieuwe schepen 50 meter langer zijn.

## Trivia
- Castaway Cay is gebruikt als achtergrond voor de film Splash. Het strand waar Tom Hanks en Daryl Hannah elkaar voor het eerst ontmoeten is op Gorda Cay.
- Castaway Cay heeft een officiële eigen postzegel, die speciaal voor het eiland en de Disney Cruise Line is ontworpen. Het is onder de gasten dan ook erg populair om vanaf het eiland een postkaart te versturen.
- Voordat Disney het eiland veranderde in een exclusieve familiebestemming, was het eiland een doorvoerpunt van drugs. De landingsbaan in het midden van het eiland herinnert nog aan die tijd.
- Twee onderzeeërs van de nu gesloten attractie Submarine Voyage in Disney World zijn speciaal naar het eiland vervoerd en liggen nu op de bodem van de snorkelarea van het eiland.
- The Flying Dutchman, die te zien is in de Pirates of the Caribbean-films, was te bewonderen in de lagune bij het eiland. Het originele schip is na het filmen naar het eiland gehaald. In 2010 is het schip gesloopt.[1]

## Foto's

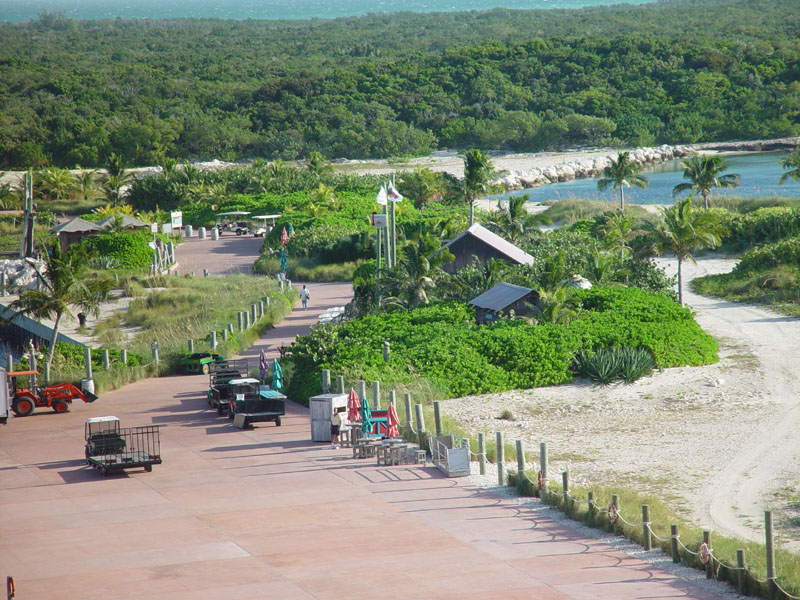
De aanlegplaats
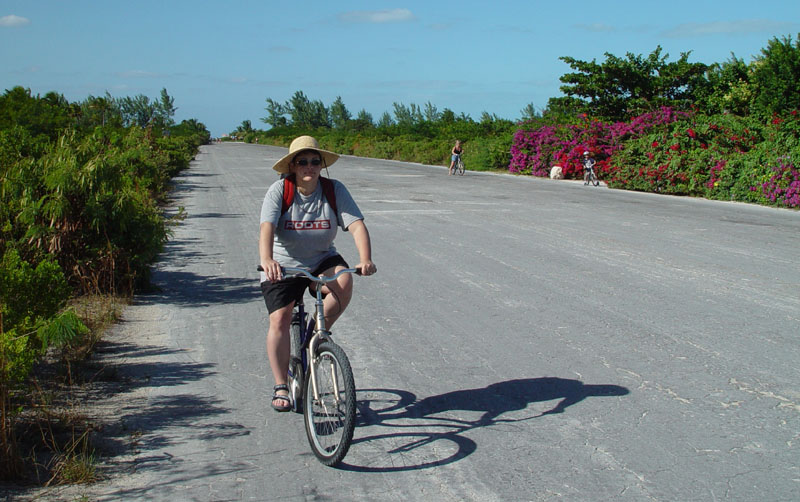
De oude landingsbaan, nu een fietspad
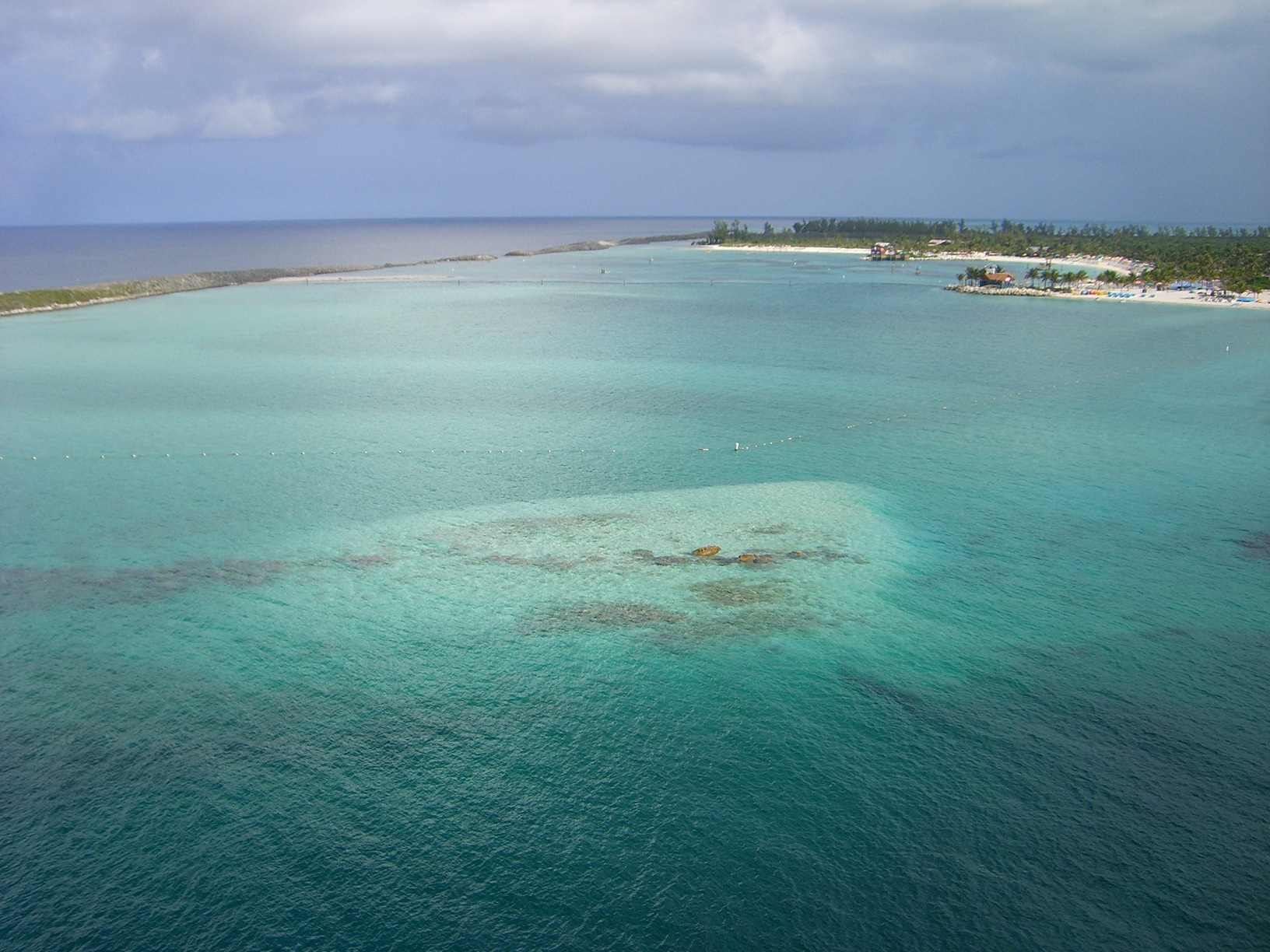
De lagune
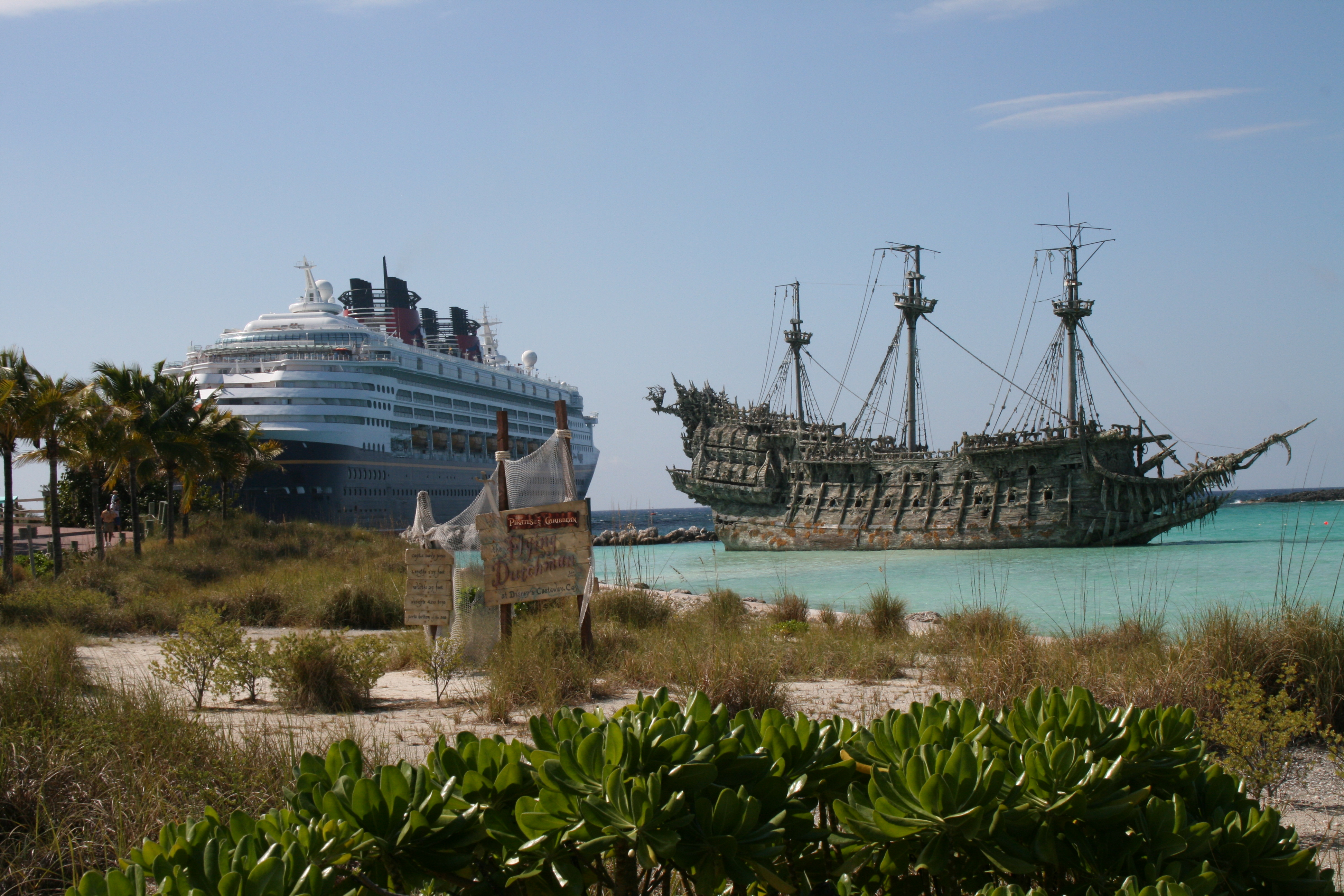
The Flying Dutchman, achter ligt de Disney Wonder
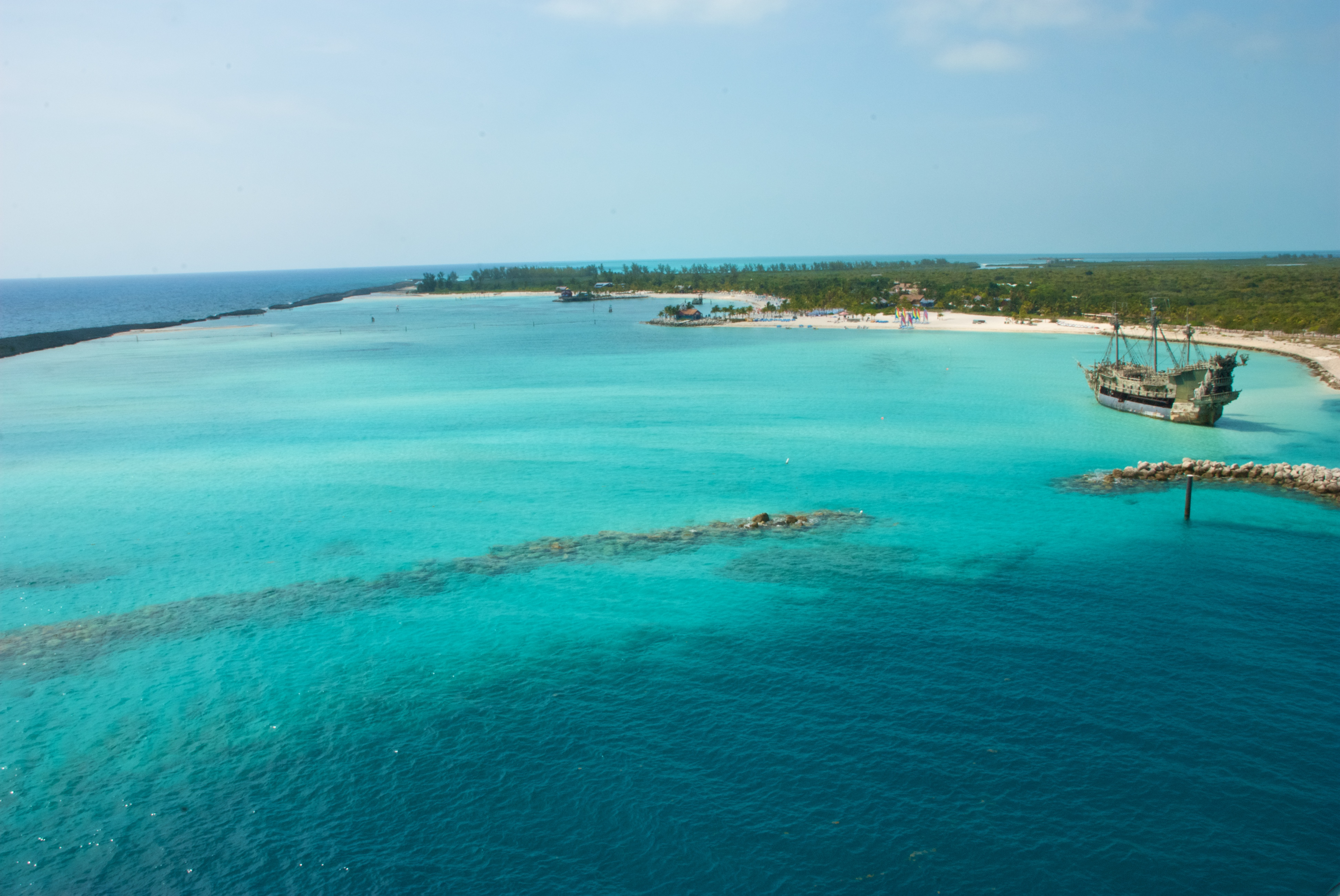
Castaway Cay met The Flying Dutchman